# مارجوري رولاند كلارك
مارجوري رولاند كلارك (بالإنجليزية: Marjorie Rowland Clarke)‏ هي نحّاتة أمريكية، ولدت في 1908 في بالتيمور في الولايات المتحدة، وتوفيت في 16 يناير 1997 في توسون في الولايات المتحدة.